# ヒュー・ハドソン
ヒュー・ハドソン （Hugh Hudson, 1936年8月25日 - 2023年2月10日）は、イギリスの映画監督。1981年の『炎のランナー』が第54回アカデミー賞 作品賞を受賞した。

## 略歴
ロンドン出身。イートン・カレッジで学んだ後、兵役に就く。
1981年、初監督作品『炎のランナー』公開。
2003年、女優のマリアム・ダボと結婚。
2023年2月10日、短い闘病生活の末、ロンドンの病院で死去。86歳没。

## 主な作品
- 炎のランナー Chariots of Fire (1981)
- グレイストーク -類人猿の王者- ターザンの伝説 Greystoke: The Legend of Tarzan, Lord of the Apes (1983)
- レボリューション・めぐり逢い Revolution (1985)
- ロスト・エンジェルス Lost Angels (1989)
- 永遠のアフリカ I Dreamed of Africa (2000)